# Girolamo Sanvitale
Girolamo Sanvitale (Sala Baganza, 24 agosto 1567 – Parma, 19 maggio 1612) è stato un nobile italiano.

## Biografia
Era figlio di Giberto IV Sanvitale e di Barbara Sanseverino, feudataria di Colorno.
Proprietario con la famiglia del castello di Sala e del relativo feudo, entrò nelle mire espansionistiche di Ranuccio I Farnese, duca di Parma e Piacenza. Forse per questo motivo Girolamo, assieme alla madre Barbara ed altri nobili feudatari, fu coinvolto nella "congiura dei feudatari" per aver tramato contro il duca ed arrestato nel 1611.
Venne giustiziato per decapitazione con la madre il 19 maggio 1612 a Parma e gli furono confiscati i suoi feudi.

## Discendenza
Girolamo sposò nel 1587 Benedetta Pio di Sassuolo; incarcerata assieme al marito le fu risparmiato il patibolo, morendo a Parma nel 1617. Ebbero quattro figli:
- Gianfrancesco (9 maggio 1590 - 19 maggio 1612), detto Marchesino di Sala[3], decapitato col padre nel 1612; sposò Costanza Salviati (? - 1654);
- Giberto (23 agosto 1597 - di peste, 1631), imprigionato per ordine di Ranuccio Farnese nel castello di Borgo Val di Taro, sposò Olimpia Cassio, figlia del suo custode. Ebbero discendenza[4];
- Virginia (28 aprile 1599 - ?), monaca per ordine di Ranuccio Farnese in S. Chiara a Busseto come suor Renca nell'aprile 1612[4];
- Ercole (2 dicembre 1601 - ?), morto in giovane età

## Ascendenza
|                                             |                                        |                                                    | Genitori                                                 |  |  | Nonni |  |  | Bisnonni                                          |  |  | Trisnonni                              |  |
|                                             |                                        |                                                    |                                                          |  |  |       |  |  | Niccolò Maria Quirico Sanvitale, II conte di Sala |  |  | Giberto III Sanvitale, I conte di Sala |  |
|                                             |                                        |                                                    |                                                          |  |  |       |  |  | Niccolò Maria Quirico Sanvitale, II conte di Sala |  |  | Giberto III Sanvitale, I conte di Sala |  |
|                                             |                                        | Donella de' Rossi                                  |                                                          |  |  |       |  |  | Niccolò Maria Quirico Sanvitale, II conte di Sala |  |  |                                        |  |
| Girolamo I Sanvitale, III conte di Sala     |                                        |                                                    |                                                          |  |  |       |  |  | Niccolò Maria Quirico Sanvitale, II conte di Sala |  |  |                                        |  |
|                                             |                                        | Beatrice da Correggio                              | Niccolò II, conte di Correggio                           |  |  |       |  |  |                                                   |  |  |                                        |  |
|                                             |                                        | Beatrice da Correggio                              | Niccolò II, conte di Correggio                           |  |  |       |  |  |                                                   |  |  |                                        |  |
|                                             |                                        | Beatrice da Correggio                              | Cassandra Colleoni                                       |  |  |       |  |  |                                                   |  |  |                                        |  |
| Giberto IV Sanvitale, IV conte di Sala      |                                        | Beatrice da Correggio                              |                                                          |  |  |       |  |  |                                                   |  |  |                                        |  |
|                                             |                                        | …                                                  | …                                                        |  |  |       |  |  |                                                   |  |  |                                        |  |
|                                             |                                        | …                                                  | …                                                        |  |  |       |  |  |                                                   |  |  |                                        |  |
|                                             |                                        | …                                                  | …                                                        |  |  |       |  |  |                                                   |  |  |                                        |  |
| Caterina del Carretto                       |                                        | …                                                  |                                                          |  |  |       |  |  |                                                   |  |  |                                        |  |
|                                             |                                        | …                                                  | …                                                        |  |  |       |  |  |                                                   |  |  |                                        |  |
|                                             |                                        | …                                                  | …                                                        |  |  |       |  |  |                                                   |  |  |                                        |  |
|                                             |                                        | …                                                  | …                                                        |  |  |       |  |  |                                                   |  |  |                                        |  |
| Girolamo Sanvitale, V conte di Sala         |                                        | …                                                  |                                                          |  |  |       |  |  |                                                   |  |  |                                        |  |
|                                             | Giulio Sanseverino, signore di Valenza | Roberto Sanseverino d'Aragona, I conte di Caiazzo  |                                                          |  |  |       |  |  |                                                   |  |  |                                        |  |
|                                             | Giulio Sanseverino, signore di Valenza | Roberto Sanseverino d'Aragona, I conte di Caiazzo  |                                                          |  |  |       |  |  |                                                   |  |  |                                        |  |
|                                             | Giulio Sanseverino, signore di Valenza | Lucrezia Malavolti                                 |                                                          |  |  |       |  |  |                                                   |  |  |                                        |  |
| Gianfrancesco Sanseverino, conte di Colorno | Giulio Sanseverino, signore di Valenza |                                                    |                                                          |  |  |       |  |  |                                                   |  |  |                                        |  |
|                                             |                                        | Ippolita Pallavicino                               | Giacomo Antonio Pallavicino, marchese di Scipione        |  |  |       |  |  |                                                   |  |  |                                        |  |
|                                             |                                        | Ippolita Pallavicino                               | Giacomo Antonio Pallavicino, marchese di Scipione        |  |  |       |  |  |                                                   |  |  |                                        |  |
|                                             |                                        | Ippolita Pallavicino                               | Margherita Visconti di Saliceto                          |  |  |       |  |  |                                                   |  |  |                                        |  |
| Barbara Sanseverino                         |                                        | Ippolita Pallavicino                               |                                                          |  |  |       |  |  |                                                   |  |  |                                        |  |
|                                             |                                        | Roberto Ambrogio Sanseverino, III conte di Caiazzo | Gianfrancesco Sanseverino d'Aragona, II conte di Caiazzo |  |  |       |  |  |                                                   |  |  |                                        |  |
|                                             |                                        | Roberto Ambrogio Sanseverino, III conte di Caiazzo | Gianfrancesco Sanseverino d'Aragona, II conte di Caiazzo |  |  |       |  |  |                                                   |  |  |                                        |  |
|                                             |                                        | Roberto Ambrogio Sanseverino, III conte di Caiazzo | Barbara Gonzaga di Sabbioneta                            |  |  |       |  |  |                                                   |  |  |                                        |  |
| Lavinia Sanseverino di Caiazzo              |                                        | Roberto Ambrogio Sanseverino, III conte di Caiazzo |                                                          |  |  |       |  |  |                                                   |  |  |                                        |  |
|                                             |                                        | Ippolita Cybo                                      | Franceschetto Cybo, I duca di Spoleto                    |  |  |       |  |  |                                                   |  |  |                                        |  |
|                                             |                                        | Ippolita Cybo                                      | Franceschetto Cybo, I duca di Spoleto                    |  |  |       |  |  |                                                   |  |  |                                        |  |
|                                             |                                        | Ippolita Cybo                                      | Maddalena de' Medici                                     |  |  |       |  |  |                                                   |  |  |                                        |  |
|                                             |                                        | Ippolita Cybo                                      |                                                          |  |  |       |  |  |                                                   |  |  |                                        |  |